# Unión de Oficiales
La Unión de Oficiales Guardia Civil Profesional (UO) es una asociación profesional que agrupa a oficiales de la Guardia Civil, uno de los cuerpos de las Fuerzas y Cuerpos de Seguridad del Estado español. La asociación fue constituida al amparo del artículo 9 de la Ley Orgánica 11/2007 reguladora de los derechos y deberes de los miembros de la Guardia Civil. Su actividad se desarrolla a nivel nacional, contando con una serie de delegaciones territoriales repartidas por toda la geografía española y coordinadas por una Junta Directiva Nacional con sede en Madrid.
La UO es la asociación profesional con mayor representatividad entre los oficiales del Cuerpo, contando entre sus más de 1.700 afiliados con Oficiales de la Escala de Oficiales de la Ley 29/2014 y de Escalas de Oficiales de la Ley 42/1999.

## Historia
Creada en 2008, la asociación está presente desde 2009 en el Consejo de la Guardia Civil con una importante actividad.
En 2010, su actuación ante los tribunales, provocó el reconocimiento del Derecho de manifestación a los guardias civiles SENTENCIA 847/2010 TSJ Madrid
En 2013 logró que se tuviesen que implantar el sistema de asignación de destinos por concurso de méritos. Aunque lo recogía la Ley, no se había desarrollado y todos los destinos se asignaban por el sistema de antigüedad o libre designación, ignorándose el sistema de méritos. Fue el Tribunal Superior de Justicia de Madrid el que en Sentencia 117/2013 falló a favor de la Unión de Oficiales. SENTENCIA 177/2013 TSJ
En los últimos años, la Unión de Oficiales ha venido ejerciendo acciones judiciales frente a quienes han intentado dañar la imagen de la Guardia Civil y del conjunto de hombres y mujeres que la integran. A modo de ejemplo: QUERELLAS QUERELLAS
Con ocasión del cese del Coronel de los Cobos, Jefe de la Comandancia de la Guardia Civil de Madrid, la Unión de Oficiales levantó la voz, pidiendo explicaciones por el cese, supuestamente relacionado con un proceso de investigación al Delegado del Gobierno de Madrid por autorizar una manifestación (el 8M) que pudo provocar miles de contagios de COVID. Esto provocó que la Unión de Oficiales se personase como acusación en la causa, como garantía para velar para que no se entorpeciese el trabajo de los guardias civiles que investigaban el caso. PERSONACIÓN DE LA UNIÓN DE OFICIALES
Unión de Oficiales impulsó la reclamación de la equiparación salarial junto a otras asociaciones de la Guardia Civil con la plataforma NsMENOS PRESENTACIÓN PLATAFORMA  Esta plataforma fue el germen de otras posteriores como #DANOSVALOR PRESENTACIÓN PLATAFORMA #DANOSVALOR 
Por último, Unión de Oficiales, en un acto conjunto con la Asociación de Suboficiales ASES-GC se integró en la plataforma JUSAPOL Integración JUSAPOL y UNIDOS POR LA EQUIPARACIÓN https://unidosxlaequiparacion.es/
En junio de 2021, tras una sucesión de reclamaciones sin ser atendidas, demanda al Gobierno ante el Tribunal Supremo por incumplir la obligación dictar el desarrollo reglamentario que permita contratar un seguro de responsabilidad civil para los guardias civiles, conforme a lo que establece el artículo 30 de la Ley Orgánica 11/2007. Mientras tanto, y hasta que el gobierno de cumplimiento a esta obligación, la Unión de Oficiales ha aprobado una partida en sus presupuestos (con entrada en vigor en enero de 2022) para dar cobertura a sus asociados en caso de que tengan que hacer frente a indemnizaciones derivadas del ejercicio de su profesión.
En octubre de 2021, se producen elecciones para cubrir las vocalías del Consejo de la Guardia Civil, donde la Unión de Oficiales gana los dos vocales correspondiente a las escalas de oficiales, siendo la única asociación profesional que representa a los oficiales de la Guardia Civil en el Consejo del Cuerpo. https://www.libertaddigital.com/espana/2021-10-28/seis-asociaciones-consiguen-vocales-en-el-consejo-de-la-guardia-civil-jucil-es-la-gran-sorpresa-6831741/

## Finalidad y Objetivos
Fines generales:
La Unión de Oficiales Guardia Civil Profesional (UO) tendrá la finalidad principal de satisfacer los intereses sociales, económicos y profesionales de quienes integran las escalas de Oficiales de la Guardia Civil y la realización de actividades sociales que favorezcan la eficiencia en el ejercicio de la profesión y la deontología profesional de sus miembros, y preserven la imagen y naturaleza militar de la Guardia Civil a la que pertenecen las personas asociadas.
Fines particulares:
Sin perjuicio de los fines generales, serán fines de carácter particular:
-   Impulsar la modernización de la Guardia Civil de forma respetuosa y compatible con los valores tradicionales.
-  Impulsar y promover una estructura de mando suficientemente dimensionada que permita la conciliación entre la dedicación que requiere la continuidad en el ejercicio del mando, y la debida atención a la familia y vida particular, garantizando la desconexión y descanso de los mismos.
-      Fomentar entre quienes forman parte de las escalas de Oficiales, hayan optado o no por asociarse, los lazos de unión, compañerismo y solidaridad tradicionales en el Cuerpo de la Guardia Civil, así como con el resto de quienes componen otras escalas.
-    Impulsar la igualdad efectiva entre mujeres y hombres con especial atención a que la maternidad no se constituya en obstáculo para la promoción y progresión profesional.
-   Velar por el mantenimiento de una carrera profesional digna y razonable en el ámbito de ascensos, especialización y destinos, conforme a criterios objetivos y de transparencia, en todas las escalas de oficiales.
-    Promover y defender un sistema retributivo acorde al nivel de responsabilidad.
-    Ejercer, en su caso, las acciones legales oportunas, en el ámbito administrativo y en los distintos órdenes jurisdiccionales, incluyendo la acción popular en el ámbito penal, tanto para la defensa de los intereses profesionales, económicos y sociales de sus personas asociadas, como para el logro de los fines generales y particulares de esta Asociación. En particular, en defensa del honor de sus integrantes.
-  Representar a las personas asociadas ante de los poderes públicos, salvo en aquellos casos en que la representación está legalmente excluida.
-    Perseguir que el desempeño de la profesión se realice en las mejores condiciones de seguridad e higiene.
-  Recopilación de información, dentro del ámbito subjetivo de actuación, sobre las inquietudes y problemáticas profesionales de las escalas de oficiales, al objeto de su transmisión a la Administración y determinar las acciones asociativas que procedan.
-Compensar o ayudar económicamente, conforme a las normas, cuantías y situaciones que se determinen, a quienes con ocasión del ejercicio profesional pudieran ver reducidas sus retribuciones.
-  Colaborar activamente en el fomento de la vocación de Servicio al Ciudadano por parte de los integrantes de la Guardia Civil, contribuyendo a mejorar la imagen y prestigio del Cuerpo.
-Editar, producir, fomentar y difundir publicaciones que contribuyan a la promoción de las actividades de la Asociación, de la cultura de la seguridad y la imagen de las Fuerzas y Cuerpos de Seguridad, en particular de la Guardia Civil.
-Diseñar, promover y ejecutar acciones de asesoramiento y formativas, relacionadas con la seguridad y, en particular con la Guardia Civil, así como promover y facilitar el acceso al Cuerpo y la carrera profesional dentro del mismo, a cuyos efectos podrán establecer acuerdos de colaboración con cuantos organismos públicos y privados resulte conveniente.
(Los Estatutos de la Unión de Oficiales fueron actualizados en septiembre de 2020.   LEER ESTATUTOS

## Servicios
La Unión de Oficiales es conocida en el ámbito de la Guardia Civil por disponer de potentes servicios jurídicos en el ámbito de la Guardia Civil y con unas mayores coberturas con abogado y procurador en todas las instancias, incluido el Tribunal Supremo. Además, cuenta con un fondo de ayuda para quienes actuando ante los tribunales pudieran perder el caso y ser condenados en costas, así como otras ayudas por pérdidas de haberes o pérdida de destino.
Cuenta con publicaciones de acceso público como la revista de seguridad QUORUM, revistas de idiomas SLP y cuaderno de estudios profesionales. ACCESO A PUBLICACIONES
En el ámbito de formación, además de distintos seminarios de organización puntual, mantiene dos importantes proyectos de formación:
El PROYECTO SLP, que tiene por fin colaborar en la formación práctica de los oficiales de la Guardia Civil que deben someterse a los exámenes de acreditación de nivel de idiomas STANAG 6001.
El PROYECTO MENTOR que tiene por finalidad asesorar a los alumnos de la Academia de Oficiales en la confección de sus trabajos de Fin de Máster y Fin de Grado, como complemento adicional a la tutorización que les presta la Academia y el Centro Universitario de la Guardia Civil.
El PROGRAMA UO-CCACEO  para ayudar a preparar las pruebas previas de acceso al curso para el ascenso al empleo de Comandante.
El PROGRAMA UO-TeAyuda con el que pretende asesorar a los nuevos tenientes durante su primer año como profesionales, tras salir de la Academia de Oficiales.